# Convention des démocrates chrétiens
Pour les articles homonymes, voir CDC.
La Convention des démocrates chrétiens (CDC) est une plate-forme politique qui regroupe dix partis politiques de la République démocratique du Congo.

## Histoire
Elle a été créée du 12 au 13 août 2005 à Matadi.

## Programme
Vu l'« état actuel de déliquescence de la société congolaise qui exige du chrétien engagé la prise de ses responsabilités en tant que sel de la terre et lumière du monde ».
La CDC nomme «la responsabilité du chrétien en politique, l’humanisme chrétien, le libre épanouissement de l’individu, la solidarité et la justice sociale».

## Partis membres de la CDC
- Alliance congolaise des démocrates chrétiens de Joseph Mbenza Thubi
- Démocratie chrétienne d’Eugène Diomi Ndongala
- Démocratie chrétienne fédéraliste de Venant Tshipasa Vangi Si Vavi
- Mouvement des patriotes congolais de Victor Ngezayo
- Parti démocrate et social chrétien d’André Bo-Boliko Lokonga
- Parti chrétien républicain de Gilbert Kiakwama kia Kiziki
- Union chrétienne pour le renouveau et la justice de Joseph Nsinga Udjuu Ongwankebi Untube
- Union des Libéraux Démocrates Chrétiens de Raymond Tshibanda
- Union pour la démocratie et la renaissance du Congo de Florentin Mokonda Bonza
- Union pour la nouvelle démocratie chrétienne de Denis Tabiana Ngansia